# Campanula sulaimanii
Campanula sulaimanii  (лат.) — вид двудольных растений рода Колокольчик (Campanula) семейства Колокольчиковые (Campanulaceae). Впервые описан пакистанским ботаником Юджином Насиром в 1984 году.

## Распространение
Эндемик Пакистана, известный из Сулеймановых гор и Соляного хребта.

## Ботаническое описание
Гемикриптофит.
Многолетнее, ветвящееся с основания растение высотой около 35 см.
Стебли голые, тонкие, беловатые с нижней части и коричневатые кверху.
Листья голые, линейные, едва зубчатые по краям.
Соцветие кистевидное, несёт 2—3 цветка с фиолетовым венчиком.
Цветёт с мая по август.
Внешне напоминает Campanula sylvatica, но отличается от последнего особенностями жизненного цикла, опушением и другими характеристиками.